# Uvaria rosenbergiana
Uvaria rosenbergiana är en kirimojaväxtart som beskrevs av Rudolph Herman Scheffer. Uvaria rosenbergiana ingår i släktet Uvaria och familjen kirimojaväxter. Inga underarter finns listade i Catalogue of Life.